# 埃杜·科因布拉
爱德华多·安图内斯·科英布拉（ Eduardo Antunes Coimbra ，1947年2月5日—）是一名已退役的巴西足球运动员，退役前司職攻击型中场，退役後成為了一名足球教練。其於1966年至1974年间為自己所效力的俱樂部打进了212粒进球。